# Мохамед Конате (буркінійський футболіст)
Мохамед Конате (фр. Mohamed Konaté; 12 грудня 1997, Одьєнн) — івуарійський і буркінійський футболіст, нападник аравійського клубу «Ер-Ріяд» і збірної Буркіна-Фасо.

## Клубна кар'єра
Конате Мохамед народився у Кот-д'Івуарі 12 грудня 1997 року. Кар'єру розпочав на батьківщині. Першим клубом форварда стала місцева команда «Денгеле».
На початку 2016 року переїхав до Європи та став гравцем молдавського клубу «Саксан», у якому тренувався та грав у товариських матчах, але на офіційному рівні так і не дебютував.

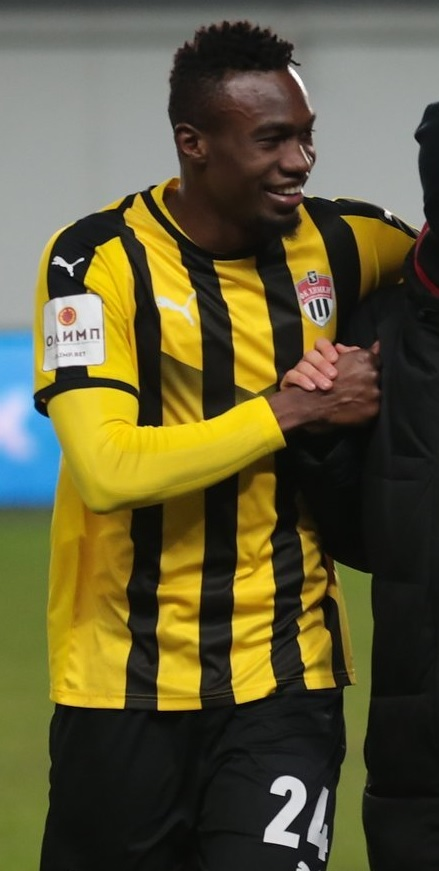
Мохамед Конате під час виступів за «Хімки». 2020 рік.

В останній день літнього трансферного вікна сезону 2016/17 був заявлений за російський клуб «Урал» з Єкатеринбурга . Дебютував за основну команду 17 вересня 2016 року в матчі 7-го туру чемпіонату Росії проти «Анжи» (0:1). 21 вересня забив перший гол за клуб, відзначившись у матчі проти «Челябінська» (3:0) в рамках 1/16 фіналу Кубка Росії. У лютому 2017 року клуб розірвав із ним контракт, чим був незадоволений його агент Дмитро Селюк.
У березні 2017 року Мохамед перейшов до латиського клубу Вищої ліги «Бабіте», зіграв за нього лише одну гру, в якій забив гол, але 22 червня 2017 року рішенням комісії ЛФФ з дисциплінарних справ клуб через грубі порушення спортивної етики було виключено з чемпіонату.
Влітку 2017 року Конате став гравцем молодіжної команди «Кайрата» до кінця сезону, у другому колі якого зіграв 12 ігор та забив три голи у Першій лізі Казахстану.
20 лютого 2018 20-річний форвард підписав контракт на рік з білоруським «Гомелем», причому на зимових зборах на Кіпрі забив гол у контрольній зустрічі зі своїм колишнім клубом «Уралом». Одночасно його намагалися влаштувати до клубу російської Прем'єр-ліги «СКА-Хабаровськ», але зимове трансферне вікно вже зачинилося і РФС 5 березня в реєстрації відмовив. В результаті африканець провів у чемпіонаті Білорусії 12 матчів та забив 2 голи.
Наприкінці червня 2018 року перейшов до вірменського клубу «Пюнік», де провів наступний сезон. 1 червня 2019 року залишив клуб і перейшов у російський «Тамбов». Дебютував за клуб 4 серпня в домашньому матчі з тульським «Арсеналом», вийшовши на заміну на 70-й хвилині замість Михайла Костюкова. 10 серпня в матчі з «Оренбургом» відіграв 68 хвилин і був замінений на Хасана Мамтова.Всього у РПЛ провів 2 матчі і забитими м'ячами не відзначився, провівши в сумі на полі 88 хвилин.
2 вересня 2019 року перейшов до «Хімок», де провів наступні два сезони. 17 травня 2021 року контракт із клубом «Хімки» закінчився і футболіст перейшов у грозненський «Ахмат», підписавши угоду на один сезон, але можливе продовження ще на два роки.

## Міжнародна кар'єра
Мохаммед народивсяу Кот-д'Івуарі, але завдяки своєму походженню мав право грати у складі національної збірної Буркіна-Фасо. 9 жовтня 2020 року дебютував у складі цієї збірної у товариській грі проти збірної ДР Конго (3:0). 2 вересня 2021 року він забив свій перший гол за збірну у матчі кваліфікації до чемпіонату світу 2022 року проти Нігеру (2:0).
На початку 2022 року потрапив до заявки збірної на Кубок африканських націй у Камеруні.

## Статистика

### Клубна
Станом на 12 грудня 2021
| Клуб               | Сезон              | Ліга                  | Ліга  | Ліга | Кубок | Кубок | Континент | Континент | Інше  | Інше | Підсумок | Підсумок |
| Клуб               | Сезон              | Дивізіон              | Матчі | Голи | Матчі | Голи  | Матчі     | Голи      | Матчі | Голи | Матчі    | Голи     |
| ------------------ | ------------------ | --------------------- | ----- | ---- | ----- | ----- | --------- | --------- | ----- | ---- | -------- | -------- |
| Урал               | 2016/17            | Прем'єр-ліга Росії    | 4     | 0    | 1     | 1     | -         | -         | 2     | 0    | 7        | 1        |
| Бабіте             | 2017               | Вища ліга Латвії      | 1     | 1    | 0     | 0     | -         | -         | -     | -    | 1        | 1        |
| Кайрат А           | 2017               | Перша ліга Казахстану | 12    | 3    | 0     | 0     | -         | -         | -     | -    | 12       | 3        |
| Гомель             | 2018               | Вища ліга Білорусії   | 12    | 2    | 0     | 0     | -         | -         | -     | -    | 12       | 2        |
| Пюнік              | 2018/19            | Прем'єр-ліга Вірменії | 15    | 6    | 1     | 0     | 6         | 2         | -     | -    | 22       | 8        |
| Тамбов             | 2019/20            | Прем'єр-ліга Росії    | 2     | 0    | 0     | 0     | -         | -         | -     | -    | 2        | 0        |
| Хімки              | 2019/20            | ФНЛ                   | 8     | 0    | 3     | 0     | -         | -         | -     | -    | 11       | 0        |
| Хімки              | 2020/21            | Прем'єр-ліга Росії    | 26    | 3    | 3     | 2     | -         | -         | -     | -    | 29       | 5        |
| Хімки              | Підсумок           | Підсумок              | 34    | 3    | 6     | 2     | -         | -         | -     | -    | 40       | 5        |
| Ахмат              | 2021/22            | Прем'єр-ліга Росії    | 17    | 6    | 0     | 0     | -         | -         | -     | -    | 17       | 6        |
| загальний висновок | загальний висновок | загальний висновок    | 97    | 21   | 8     | 3     | 6         | 2         | 2     | 0    | 113      | 26       |

1. ↑  Матчі в Кубку ФНЛ
2. ↑  Матчі в Лізі Європи 2018/19